# Kärlek och sång
Kärlek och sång är ett studioalbum av Jan Hammarlund, utgivet 1981 av Silence Records (skivnummer SRS 4669).

## Låtlista
A
1. "De som håller musiken vid liv" – 3:35)
2. "Ett rum på hotellet" – 4:05
3. "Ville" – 3:15
4. "Innan hjulen börja' snurra" – 4:50
5. "I kärlek och sång"  – 4:00

B
1. "Ljugarlåten" – 3:00
2. "Det är inte mig du behöver" – 3:55
3. "Resan bort och hem"  – 6:20
4. "Dragspelaren" – 4:25
5. "Många fler än två" – 5:05

## Medverkande
- Anders Schilling – fiol
- Backa Hans Eriksson – kontrabas
- Gitte Bruun – sång
- Jan Hammarlund – sång, gitarr
- Kia Mårtenson – sång
- Lasse Englund – gitarr, oljefat, sång, banjo, slidegitarr
- Magnus Lind – dragspel, piano
- Marie Bergman – sång, gitarr, dulcimer
- Mats Humble – piano
- Niels Hofman – bas
- Peter Jansson – trummor, skedar, rytm
- Petter Ljunggren – trumpet, klarinett
- Tomas Blom – mandolin, munspel

### Fotnoter
1. ↑  ”Kärlek och sång”. Discogs.com. http://www.discogs.com/Jan-Hammarlund-K%C3%A4rlek-Och-S%C3%A5ng/release/3117414. Läst 31 augusti 2012.